# Col de Cou (Haute-Savoie)
Der Col de Cou ist ein 1116 Meter hoher Gebirgspass in den französischen Alpen. Er befindet sich in der Region Auvergne-Rhône-Alpes im Département Haute-Savoie und verbindet über die D12 die Gemeinden Orcier im Norden mit Boëge im Süden. Zusätzlich kann der Pass aus westlicher Richtung von Fessy über die D235 erreicht werden.

## Streckenführung
Die Nordauffahrt auf der D12 beginnt in Thonon-les-Bains und führt über die Gemeinden Allinges, Orcier und Draillant auf die Passhöhe. Die letzten acht Kilometer führen durch stark bewaldetes Gebiet und weisen eine durchschnittliche Steigung von rund 5,5 % auf. Die Südauffahrt hat ihren Ausgangspunkt in Boëge und führt entlang der Menoge durch stark bebautes Gebiet. Die 11,6 Kilometer lange Steigung verläuft durch die Gemeinden Villard, Habère-Lullin und Habère-Poche. Die durchschnittliche Steigung liegt bei rund 3 %.
Über die D235 kann der Pass auch von Fessy erreicht werden. Diese 7,8 Kilometer lange Auffahrt führt über fünf Kehren und ist mit einer durchschnittlichen Steigung von 7,3 % deutlich anspruchsvoller als die Anstiege der D12.

## Tour de France
Der Col de Cou wurde im Rahmen der Tour de France erstmals im Jahr 1969 auf der 8. Etappe überquert. Der Anstieg wurde von der Südseite befahren und stellte den Schlussanstieg auf dem Weg von Divonne-les-Bains nach Thonon-les-Bains dar. Die Bergwertung der 3. Kategorie gewann der Spanier Andrés Gandarias. In den Jahren 1970, 1977 und 1981 erfolgten drei weitere Auffahrten von der Südseite, wobei in den Jahren 1977 und 1981 Bergwertungen der 2. Kategorie auf der Passhöhe abgenommen wurden. Im Jahr 1984 wurde erstmals die Nordseite des Anstiegs befahren, die als Bergwertung der 3. Kategorie klassifiziert wurde.
Im Rahmen der 14. Etappe der Tour de France 2023 wurde erstmals die anspruchsvollere Westauffahrt von Fessy befahren. Die Bergwertung der 1. Kategorie sicherte sich der Italiener Giulio Ciccone.
| Jahr | Etappe     | Bergwertung  | Erster am Gipfel | Auffahrt           |
| ---- | ---------- | ------------ | ---------------- | ------------------ |
| 1969 | 08. Etappe | 3. Kategorie | Andrés Gandarias | Süd (Habère-Poche) |
| 1970 | 11. Etappe | 3. Kategorie | Italo Zilioli    | Süd (Habère-Poche) |
| 1977 | 14. Etappe | 2. Kategorie | Bernard Quilfen  | Süd (Boëge)        |
| 1981 | 17. Etappe | 2. Kategorie | Vicente Belda    | Süd (Boëge)        |
| 1984 | 21. Etappe | 3. Kategorie | Bernard Bourreau | Nord (Draillant)   |
| 2023 | 14. Etappe | 1. Kategorie | Giulio Ciccone   | West (Fessy)       |